# Zbiór potrzebniejszych wiadomości
La Zbiór potrzebniejszych wiadomości, porządkiem alfabetu ułożonych (tradotto "Una raccolta di notizie, l'ordine dell'alfabeto organizzato") è stata la seconda enciclopedia polacca (la prima fu Nuova Atene), scritta dall'arcivescovo illuminista e primate di Polonia Ignacy Krasicki.
Era ordinata alfabeticamente, però era molto piccola, in quanto composta da soli due volumi, ma è stata riveduta più volte e alla fine riuscì a contare pure sei volumi e fu pubblicata postuma.